# Dänische Badmintonmeisterschaft 1992
Die Dänische Badmintonmeisterschaft 1992 fand in Silkeborg statt. Es war die 62. Austragung der nationalen Titelkämpfe im Badminton in Dänemark.

## Titelträger
| Disziplin    | Sieger                                                          |
| ------------ | --------------------------------------------------------------- |
| Herreneinzel | Thomas Stuer-Lauridsen, Gentofte BK                             |
| Dameneinzel  | Camilla Martin, Højbjerg BK                                     |
| Herrendoppel | Jon Holst-Christensen, Lillerød Thomas Lund, Kastrup-Magleby BK |
| Damendoppel  | Pernille Dupont, Gentofte BK Grete Mogensen, Herning            |
| Mixed        | Thomas Lund, Kastrup-Magleby BK Pernille Dupont, Gentofte BK    |